# Deportivo Lara Fútbol Club
El Deportivo Lara Fútbol Club fue un club de fútbol profesional venezolano, establecido en la ciudad de Barquisimeto. Fue fundado en 1978, año en el cual debutó en la Primera División de Venezuela.
Disputó seis temporadas en la Primera División, ocupando el espacio que dejó el Lara Fútbol Club al desaparecer en 1971, intentando rescatar al balompié larense.
Tras un lustro de buenos resultados, el equipo desaparece por problemas financieros en 1983.

## Competiciones nacionales
- Temporadas en 1.ª: 6 (todas).
- Temporadas en 2.ª: 0.
- Temporadas en 2.ª B: 0.
- Temporadas en 3.ª: 0.

- Datos: Q20983494